# Equació de Redfield
En mecànica quàntica, l'equació de Redfield és una equació mestra de Màrkov que descriu l'evolució temporal de la matriu de densitat reduïda ρ d'un sistema quàntic fortament acoblat que està feblement acoblat a un entorn. L'equació rep el nom d'Alfred G. Redfield, que la va aplicar per primer cop, fent-ho per a l'espectroscòpia de ressonància magnètica nuclear. També es coneix com la teoria de la relaxació de Redfield.
Hi ha una estreta connexió amb l'equació mestra de Lindblad. Si es realitza una anomenada aproximació secular, on només es conserven certes interaccions ressonants amb l'entorn, cada equació de Redfield es transforma en una equació mestra de tipus Lindblad.
Les equacions de camp vermell conserven traces i produeixen correctament un estat termalitzat per a la propagació asimptòtica. Tanmateix, a diferència de les equacions de Lindblad, les equacions de Redfield no garanteixen una evolució temporal positiva de la matriu de densitat. És a dir, és possible obtenir poblacions negatives durant l'evolució temporal. L'equació de Redfield s'acosta a la dinàmica correcta per a un acoblament prou feble a l'entorn.
La forma general de l'equació de Redfield és
{\displaystyle {\frac {\partial }{\partial t}}\rho (t)=-{\frac {i}{\hbar }}[H,\rho (t)]-{\frac {1}{\hbar ^{2}}}\sum _{m}[S_{m},(\Lambda _{m}\rho (t)-\rho (t)\Lambda _{m}^{\dagger })]}on {\displaystyle H} és l'hammiltonià hermitià, i el {\displaystyle S_{m},\Lambda _{m}} són operadors que descriuen l'acoblament a l'entorn, i {\displaystyle [A,B]=AB-BA} és el suport de commutació. La forma explícita es dóna a la derivació següent.

## Derivació
Considereu un sistema quàntic acoblat a un entorn amb un hamiltonià total de {\displaystyle H_{\text{tot}}=H+H_{\text{int}}+H_{\text{env}}}. A més, suposem que la interacció hamiltoniana es pot escriure com {\displaystyle H_{\text{int}}=\sum _{n}S_{n}E_{n}}, on el {\displaystyle S_{n}} actuar només sobre els graus de llibertat del sistema, el {\displaystyle E_{n}} només en el medi ambient graus de llibertat.
El punt de partida de la teoria de Redfield és l'equació de Nakajima-Zwanzig amb {\displaystyle {\mathcal {P}}} projectant sobre l'operador de densitat d'equilibri del medi i {\displaystyle {\mathcal {Q}}} tractat fins a segon ordre. Una derivació equivalent comença amb la teoria de la pertorbació de segon ordre en la interacció {\displaystyle H_{\text{int}}}. En ambdós casos, l'equació de moviment resultant per a l'operador de densitat a la imatge d'interacció (amb {\displaystyle H_{0,S}=H+H_{\text{env}}} ) és
{\displaystyle {\frac {\partial }{\partial t}}\rho _{\rm {I}}(t)=-{\frac {1}{\hbar ^{2}}}\sum _{m,n}\int _{t_{0}}^{t}dt'{\biggl (}C_{mn}(t-t'){\Bigl [}S_{m,\mathrm {I} }(t),S_{n,\mathrm {I} }(t')\rho _{\rm {I}}(t'){\Bigr ]}-C_{mn}^{\ast }(t-t'){\Bigl [}S_{m,\mathrm {I} }(t),\rho _{\rm {I}}(t')S_{n,\mathrm {I} }(t'){\Bigr ]}{\biggr )}}
Aquí, {\displaystyle t_{0}} és un temps inicial, on se suposa que l'estat total del sistema i del bany està factoritzat, i hem introduït la funció de correlació del bany {\displaystyle C_{mn}(t)={\text{tr}}(E_{m,\mathrm {I} }(t)E_{n}\rho _{\text{env,eq}})} en termes de l'operador de densitat de l'entorn en equilibri tèrmic, {\displaystyle \rho _{\text{env,eq}}}.
Aquesta equació no és local en el temps: per obtenir la derivada de l'operador de densitat reduïda en el temps t, necessitem els seus valors en tots els temps passats. Com a tal, no es pot resoldre fàcilment. Per construir una solució aproximada, tingueu en compte que hi ha dues escales de temps: un temps de relaxació típic {\displaystyle \tau _{r}} que dóna l'escala de temps en què l'entorn afecta l'evolució del temps del sistema i el temps de coherència de l'entorn, {\displaystyle \tau _{c}} que dóna l'escala de temps típica en què decauen les funcions de correlació. Si la relació
{\displaystyle \tau _{c}\ll \tau _{r}}es manté, aleshores l'integrand esdevé aproximadament zero abans que l'operador de densitat d'imatge d'interacció canviï significativament. En aquest cas, l'anomenada aproximació de Markov {\displaystyle \rho _{\rm {I}}(t')\approx \rho _{\rm {I}}(t)} aguanta. Si també ens movem {\displaystyle t_{0}\to -\infty } i canviar la variable d'integració {\displaystyle t'\to \tau =t-t'}, acabem amb l'equació mestra de Redfield
{\displaystyle {\frac {\partial }{\partial t}}\rho _{\rm {I}}(t)=-{\frac {1}{\hbar ^{2}}}\sum _{m,n}\int _{0}^{\infty }d\tau {\biggl (}C_{mn}(\tau ){\Bigl [}S_{m,\mathrm {I} }(t),S_{n,\mathrm {I} }(t-\tau )\rho _{\rm {I}}(t){\Bigr ]}-C_{mn}^{\ast }(\tau ){\Bigl [}S_{m,\mathrm {I} }(t),\rho _{\rm {I}}(t)S_{n,\mathrm {I} }(t-\tau ){\Bigr ]}{\biggr )}}Podem simplificar aquesta equació considerablement si fem servir la drecera {\displaystyle \Lambda _{m}=\sum _{n}\int _{0}^{\infty }d\tau C_{mn}(\tau )S_{n,\mathrm {I} }(t-\tau )}. A la imatge de Schrödinger, l'equació es llegeix
{\displaystyle {\frac {\partial }{\partial t}}\rho (t)=-{\frac {i}{\hbar }}[H,\rho (t)]-{\frac {1}{\hbar ^{2}}}\sum _{m}[S_{m},\Lambda _{m}\rho (t)-\rho (t)\Lambda _{m}^{\dagger }]}